# Назарово
Наза́рово (на руски: Назарово) е град в Красноярски край, Русия. Разположен е на брега на река Чулим (приток на Об), на около 150 km западно от Красноярск. Административен център е на Назаровски район. Към 2016 г. населението му наброява 50 652 души.

## История
Селището е основано през 1700 г. от казака Назарий Патюков. През 1786 г. в селото вече живеят 15 семейства, а през 1864 г. то е вече волостен център. През 1888 г. в близост до селото са открити залежи на кафяви въглища. Назарово през 19 век е широко използвано и като място за заточение на декабристи и революционери. През 1924 г. става районен център, а през 1925 г. селището вече разполага с жп гара на линията Ачинск – Абакан. Статут на селище от градски тип получава през 1946 г., а през 1961 г. е Назарово е вече град.

## Население
| 1860   | 1959   | 1967   | 1970   | 1979   | 1989   | 1992   |
| ------ | ------ | ------ | ------ | ------ | ------ | ------ |
| 1360   | 29 689 | 41 000 | 44 592 | 53 810 | 64 126 | 65 700 |
| 1996   | 1998   | 2000   | 2003   | 2005   | 2007   | 2009   |
| 64 900 | 64 000 | 64 000 | 56 500 | 54 900 | 53 900 | 53 234 |
| 2010   | 2011   | 2012   | 2013   | 2014   | 2015   | 2016   |
| 52 817 | 52 800 | 52 154 | 51 759 | 51 437 | 51 069 | 50 652 |

## Икономика
Развити са следните отрасли: въгледобив, машиностроене на селскостопанска техника, производство на мебели, строителни материали и хранителни стоки. Градът разполага и с ТЕЦ.